# Calomutilla temporalis
Calomutilla temporalis (лат.) — вид ос-немок (бархатных муравьёв) рода Calomutilla из подсемейства Sphaeropthalminae. Неотропика.

## Распространение
Южная Америка: Бразилия.

## Описание
Мелкие пушистые осы-немки. Паразиты в гнёздах жалящих перепончатокрылых насекомых: отмечены на пчёлах Pseudaugochlora graminea (Fabricius, 1804) (Halictidae). Личинки ос-немок питаются личинками хозяев и там же окукливаются. Имаго питаются нектаром. Вид был впервые описан в 1874 году Карлом Герштеккером (1828—1895) под именем Mutilla temporalis (позднее также как Ephuta temperalis).